# لش‌ماهی چشم‌بزرگ
لش‌ماهی چشم‌بزرگ (نام علمی: Hybopsis amblops) نام یک گونه از سرده لش‌ماهی‌های چشم‌بزرگ است.